# Lussac, Charente-Maritime
Lussac là một xã trong tỉnh Charente-Maritime trong vùng Nouvelle-Aquitaine tây nam nước Pháp. Xã này nằm ở khu vực có độ cao từ 22-45 mét trên mực nước biển. Lussac là xã ít dân nhất trong tổng Jonzac.
Thị trấn nằm bên hữu ngạn sông Seugne, sông tạo thành phần lớn ranh giới phía tây.

## Lịch sử dân số
| Năm  | Dân số | Mật độ  | Phần trăm của tổng |
| ---- | ------ | ------- | ------------------ |
| 1962 | 31     | -       | -                  |
| 1968 | 39     | -       | -                  |
| 1975 | 43     | -       | -                  |
| 1982 | 31     | -       | -                  |
| 1990 | 48     | -       | -                  |
| 1999 | 43     | 25 /km² | 0.43%              |